# 阿尔弗雷兹·奥勒鲁普·约恩森
阿尔弗雷兹·奥勒鲁普·约恩森（丹麥語：Alfred Ollerup Jørgensen，1890年8月30日—1973年11月26日），丹麦男子竞技体操运动员。他曾代表丹麦获得1920年夏季奥运会体操比赛男子团体瑞典式银牌。